# 通濟號練習艦
通济号练习舰是清朝末期建造的一艘训练舰。本舰原建造目标为兵商两用巡洋舰，后由北洋水师接收并改装为练习舰。1911年本舰参加了辛亥革命，此后长期作为中華民國海軍的练习舰而使用，被称为“中国近代海军的摇篮”。1937年为防备日军沿长江进攻，本舰自沉于江阴要塞附近长江航道上，成为江阴封锁线的一部分。
本舰的分类在不同资料中有不同说法。改建前有中等快船（中等巡洋舰）、炮舰、运输舰等说法，改建后有练船（训练舰）、练习巡洋舰等。
本舰原名“建靖”，乃是按福建水师为成对军舰命名的惯例，以“福建”拆字并搭配一个字而来。调拨给北洋水师后，北洋方面按照练习舰的命名方式，改名为“通济”。民国时代中央海军官兵大多都在本舰上受训过，与本舰有深厚感情，常昵称本舰为“老通济”、“通伯”或“济伯”。

## 设计和概述

### 背景
1891年11月19日，福州船政局自制的防护巡洋舰广丙号完成了试航。同月22日，时任閩浙總督卞宝第在向朝廷报告广丙号海试情况的同时，奏请建造一艘“中号快船”，用以与当时船政正在建造当中的福靖号配套使用，淘汰当时福建船政水师的老旧舰艇，用来满足船政水师的运输、巡逻等的需要。卞宝第实际上希望建造的是款式老旧的兵商两用舰船，然而他本人不谙舰船技术，未能影响舰船设计，故此设计人员只是按照建造中的福靖号进行放大，没有设计专门的货舱。由于船政经费紧缺，新军舰迟迟不能开工建造，直到继任的谭钟麟上台时才开始真正动工。谭钟麟对海军舰船同样所知寥寥，他甚至误以为要造的新军舰将会是一艘“运粮船”。
1895年甲午战争结束，北洋水师在战争中全军覆没，仅残存一艘日本交还的练习舰康濟號。时任北洋大臣兼直隸總督王文韶为了重振海防，把目光转向了船政正在建造的新军舰。经双方协商，本舰以北洋协款的形式从船政水师调拨至北洋水师。鉴于北洋海军百废待兴的现状，本舰先在福建改装为练习舰，再交由北洋使用。

### 概述
本舰由福建船政的设计师魏瀚等设计，外观上三桅、单烟囱，采用艏艉楼设计。本舰为全钢结构，设计排水量1900吨，全长76.98米、宽10.38米、吃水5.18米，比船政之前建造的福靖号要大一些。本舰动力较弱，双汽缸复合卧式蒸汽机仅有1,600匹馬力（1,200千瓦特），设计航速仅13節（24每小時）。实际海试时速度更只有11.5節（21.3每小時）。由于动力问题，北洋水师也没打算将本舰改装成为真正的巡洋舰。
本舰在福建船政建造时由于财政紧张，一开始并未配备武器，北洋水师接收后才自行配备了相关武器。主炮为两门阿姆斯特朗40倍径6英寸（150）炮，全安装在艏楼后方、主甲板两侧的大型耳台内。副炮为5门克虏伯35倍径120毫米速射炮，每舷各安装两门，最后一门安装在艉楼顶部甲板当作尾炮。轻型火力为8门哈乞开斯37毫米速射炮。总体而言，本舰的速射炮火力优于战前的北洋舰队大多数军舰。另本舰还为陆战队配备了毛瑟步枪和中国造五连发步枪各40支。关于舰上武备的问题，有来源称通济号上的克虏伯炮有可能在1896年年底就被拆了下来，准备安装到船政正在建造的福安号上。有可能这就是北洋水师需要自行配备火炮的原因。
本舰的防护方面，仅一个来源标注为“不明”。其余来源均无叙述。

## 舰历
1893年4月18日，本舰在马尾造船所开始动工兴建。1895年4月12日本舰下水，此时的舰名依旧为“建靖”。甲午战争结束后，直隶省向福建船政支付17万两白银，将本舰调拨入北洋水师，并按北洋惯例改名为“通济”（船体总造价为22万6千两）。1896年9月15日，本舰进行海试，但成绩并不理想，只有11.5节。当天原平远号管带李和接收本舰，成为首任管带。
1897年2月，北洋舰队重新建立，旗下防护巡洋舰福靖，鱼雷艇飞霆、飞鹰，练习舰康济（复济）、通济。此时因中国尚未还清《马关条约》赔款，日本仍旧占据着威海卫北洋舰队锚地，新北洋舰队只能临时以旅顺港为基地。
1900年庚子事变爆发，八國聯軍军舰云集大沽口外。时任山东巡抚袁世凯为保存军舰计，不经中央批准而是自行作出决定，要求北洋舰队南下上海暂避。通济号在旗舰海天号带领下避往长江，在江阴要塞附近逗留了大概一年时间。
1901年庚子事变平定后，清政府开始筹建统一的全国海军。当时国内名义上共有4艘练习舰（通济、镜清、超武、保民），但其他三艘已经相当老旧，实际上只有通济号堪用。清政府设立海军部后，组建起了巡洋、巡江（长江）两支舰队，通济号编入其中的巡洋舰队内。
1911年辛亥革命爆发，通济号往返于武汉与上海之间进行物资运输。11月初，镇江驻军起义。11月8日，驻南京新军第九镇第十七协第33、34两标官兵发动起义，进攻雨花台，后因弹药不足，撤向镇江。11日，通济号等在宁各舰官兵在革命军敢死队员和舰上倾向革命的实习生的劝说下，倒向革命，12日离开南京抵达镇江。通济号经官兵决议，选举出民国时代首任舰长葛保炎。旋即革命军再谋南京。11月22日，驻宁海军协助革命军炮击南京城防设施，12月2日南京光复。
1912年原江南水師學堂改为海军军官学校。通济号名义上编入民国海军第一舰队，但又被指定为海军军官学校专用练习舰，所有学生都必须在通济号上进行轮训。
1913年，應瑞號、肇和號两艘练习巡洋舰回国。同年6月海军组建练习舰队，新式的应瑞、肇和两舰作为高等练习舰，接替了通济号原来的地位，而通济号因为保留有风帆设施，因此改为基础实习舰，作基础海军学校毕业生实习用。同年7月，通济号发生火药爆炸事故，见习生伤亡36人。时任舰长陈训泳受到降调处分。
二次革命结束后，海军部为应急通信计，决定为主力军舰加装无线电设备，通济号作为训练舰也要进行改装。1915年通济号接受了改装，换上了海圻號拆下来的马可尼式无线电装置。同时因为要安装天线，拆除了舰上一根桅杆，剩下的两根桅杆则安装了天线支架，在两桅之间拉起天线，这也成了区分清朝时期和民国时期的最大的外观特征。另外舰上加装了两座480毫米探照灯。
1915年，革命党以上海为中心再次展开活动，因为海军军人文化水平较高，革命党特别针对驻沪各舰进行宣传鼓动工作。同年12月5日，革命党起事，杨虎一组成功登上肇和号发动起义，但孙祥夫一组因受到海关巡逻艇拦截，未能登上应瑞号、通济号。6日凌晨4时，萨镇冰指挥通济号、应瑞号炮击肇和号，迫使登舰革命党跳水潜逃，其后北京政府重新控制了肇和号。
1919年，北京政府和广东军政府南北议和，时任北京政府练习舰队司令蒋拯搭乘通济号前往潮汕与护法军政府谈判。
1926年，国民革命军誓师北伐。国民党方面秘密与闽系中央海军达成了协议，通济号随闽系转投国民革命军。南京政府成立后，调整了练习舰队编制，1927年练习舰队下辖应瑞、通济、靖安三舰。通济号主要承担福州海军学校毕业生的实习任务；此时因老化航速衰减到9節（17每小時）。当时的海军毕业生全部要在通济号上实操、上课一年多，并到香港、海南等地进行实习。此时期南京政府对其进行改造，在后部露天指挥台加装一门20毫米苏罗通高射炮；并将原哈乞开斯57毫米速射炮8门、38毫米速射炮7门，改为哈乞开斯57毫米3门、37毫米8门。
1927年8月25日夜，孙传芳一部从八卦洲、望江亭等处乘民船渡江，龍潭之戰爆发。26日，孙军第九师首先登陆成功，其后第八、第十三师先后登陆，击退国民政府第二十二师，占领龙潭车站及附近高地。国民政府从陆地上赶来支援之余，海军也积极配合拦截孙军增援部队，通济号等在大河口下游作战，用舰炮、机枪扫射渡江船只，同时进行撞击，此战孙军损失惨重，其中1万多人在试图渡江时溺亡。战斗期间，通济号还与炮舰楚同號向北岸孙传芳所部进行炮击。战斗中通济号飞桥中弹。
1934年夏，时值第一次国共内战，通济舰到有红军驻扎的连江县西洋岛查探情报，红军闽东独立师海上独立营营长柯成贵用计将舰包围，险些遭到击沉，后成功撤离。
1937年七七事变爆发。为了防备日军沿长江进攻南京，8月12日海军开始调集大批老旧军舰以及征召民船进行江阴封锁行动，当天傍晚通济号自沉。通济号自沉的命令过于仓促，武器并未来得及进行拆卸。
1962年2月，上海打捞工程局开始进行通济号的打捞工作。5月通济号打捞出水，随后进行拆解作为炼钢用，打捞过程并无保存舰上物品的记录。不过2000年后数年间，船政文化博物馆的工作人员从山东青岛市一位私人收藏家手中寻得通济号的一个人力舵轮，经协商取得该舵轮后，将其作为展品之一陈列于博物馆内。